# Xã Brownsville, Quận Houston, Minnesota
Xã Brownsville (tiếng Anh: Brownsville Township) là một xã thuộc quận Houston, tiểu bang Minnesota, Hoa Kỳ. Năm 2010, dân số của xã này là 445 người.